# Дёбричен
Дёбричен (нем. Döbritschen) — община в Германии, в земле Тюрингия. 
Входит в состав района Веймар. Подчиняется управлению Меллинген. Население составляет 216 человек (на 31 декабря 2010 года). Занимает площадь 8,33 км².
Коммуна подразделяется на 18 сельских округов.